# Синиго (Болцано)
Синиго је насеље у Италији у округу Болцано, региону Трентино-Јужни Тирол.
Према процени из 2011. у насељу је живело 2657 становника. Насеље се налази на надморској висини од 273 м.